# Slender: The Eight Pages
Slender: The Eight Pages (voorheen bekend als Slender) is een opensource-horror-spel ontwikkeld en gedistribueerd door Parsec Productions. 

## Gameplay
De speler bevindt zich in een bos en is uitgerust met een zaklamp. De batterij van de zaklamp wordt naarmate langer gebruikt, minder fel en kan op raken. Het personage is niet zichtbaar, er is sprake van een eerstepersoonspel. De speler kan rondlopen en moet op zoek gaan naar acht pagina's die op verscheidene oriëntatiepunten, zoals een gebouw, stenen muur en een tunnel te vinden zijn. Deze komt de speler tegen naarmate hij door het bos loopt. Hoe meer pagina's er verzameld zijn, des te moeilijker het spel wordt. In het geval dat de speler Slender Man ziet staan, moet hij zo snel mogelijk wegkomen. Als Slender Man te lang wordt aangekeken, is het spel voorbij.
Het bos is omheind door een hek zodat de speler niet weg kan, de speler kan echter wel van de paden af en kan dus vrij rondlopen.

## Ontvangst
Het spel werd goed ontvangen door recensenten van onder andere IGN en genoot meer bekendheid door het forum Reddit en video's van bekende YouTube-kanalen.

## Vervolg
Slender: The Arrival is het vervolg op dit spel en kwam uit op 26 maart 2013. In tegenstelling tot Slender: The Eight Pages is dit spel betalend. Het is zowel voor Windows als voor Mac beschikbaar.